# Turraea madagascarensis
Turraea madagascarensis là một loài thực vật có hoa trong họ Meliaceae. Loài này được P.T. Li & X.M. Chen miêu tả khoa học đầu tiên năm 1984.